# شمهایم
شمهایم (به آلمانی: Schmeheim) یک شهر در آلمان است که در هیلدبورگهاوزن واقع شده‌است. شمهایم ۳۴۱ نفر جمعیت دارد.